# Star of Life

Star of Life.

Star of Life är en blå sexuddig stjärna med Asklepiosstav i mitten. Symbolen utformades av amerikanska U.S. National Highway Traffic Safety Administration. Den är numera en internationell symbol för ambulanssjukvård.

## Symbolism

Star of lifes betydelse

Stjärnans sex uddar har fått var sin betydelse:
1. Upptäcka och identifiera eventuella faror.
2. Rapportera, det vill säga i Europa ring 112.
3. Handla, det vill säga utför första hjälpen tills sjukvårdare anländer.
4. På plats-vård, utförs av ambulanssjuksköterska
5. Vård under transport, utförs i ambulansen
6. Slutliga placering, placering under rätt specialistvård på sjukhuset.